# Spółdzielnia Mieszkaniowa „Osiedle Młodych” w Poznaniu

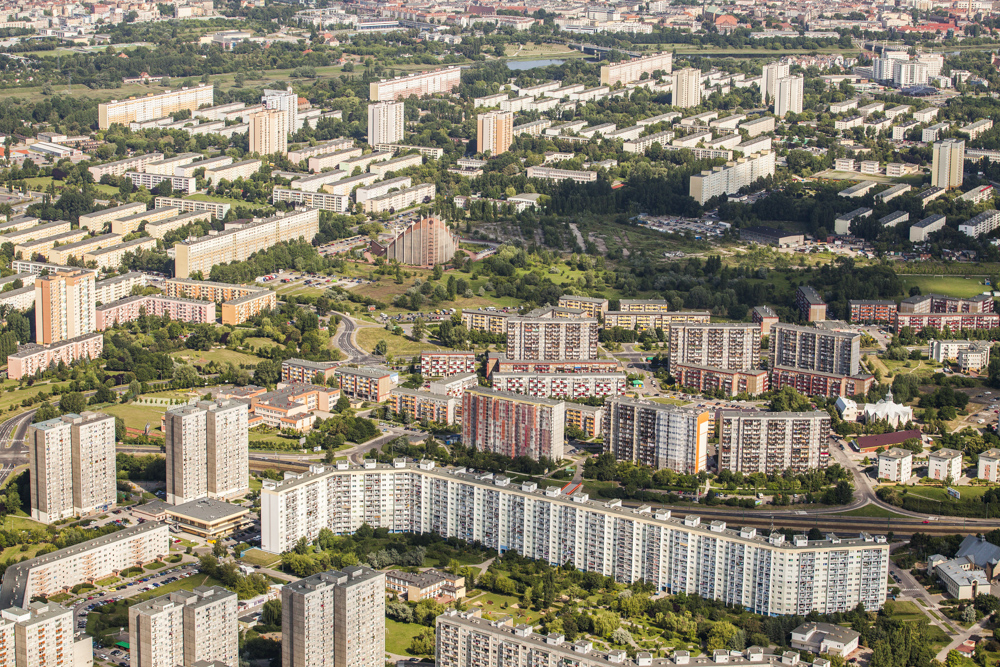
Zdjęcie z lotu ptaka ukazujące fragment zabudowy osiedli należących do spółdzielni mieszkaniowej "Osiedle Młodych" (2009)

Spółdzielnia Mieszkaniowa „Osiedle Młodych” w Poznaniu – największa spółdzielnia mieszkaniowa w Poznaniu i Wielkopolsce. Zarządza wielkim kompleksem mieszkaniowym zbudowanym na prawym brzegu Warty.

## Osiedla składowe
W skład Spółdzielni wchodzą osiedla:
- Pomet
- Piastowskie
- Oświecenia
- Powstań Narodowych
- Jagiellońskie
- Polan
- Rzeczypospolitej
- Armii Krajowej
- Bohaterów II Wojny Światowej
- Orła Białego
- Stare Żegrze
- Tysiąclecia
- Rusa
- Lecha
- Czecha

## Historia Rataj
Wieś Rataje w 1253 roku nadali Poznaniowi prawem własności Książęta Wielkopolscy – Przemysław i Bolesław. Po kilkakrotnej zmianie właścicieli, dopiero w 1682 r. miasto przyjęło Rataje w posiadanie na stałe. Na początku XVIII w. wojna północna i zaraza morowa doszczętnie wyniszczyły Poznań oraz jego okolice. Opustoszałe Rataje zasiedlono niemieckimi osadnikami z Bambergu, zwanymi Bambrami. Przybysze okazali się świetnymi gospodarzami. Wkrótce zadomowili się wnosząc wiele nowego do miejscowej kultury. Zachowali własne malownicze stroje, obrzędy i pieśni, szybko uczyli się polskiej mowy i z biegiem lat, z pokolenia na pokolenie, coraz bardziej czuli się Polakami.
Po likwidacji fortyfikacji miejskich na początku XX wieku Poznań włączył okoliczne wsie. Rataje stały się dzielnicą miasta w 1924 r. Ich rolniczy charakter przetrwał okres międzywojenny i wojnę. Osiedlili się tu znakomici ogrodnicy bułgarscy.
Kiedy w 1953 roku zbudowano dzisiejszy most Królowej Jadwigi związał on bardziej Rataje z miastem. Największym wtedy budynkiem w tej dzielnicy była nowo zbudowana szkoła nr 14 dziś bardzo wiekowa wśród sylwetek bloków i zieleni. Pomysł na nową dzielnicę mieszkaniową obejmującą tereny dawnej wsi Rataje, a w późniejszym czasie Żegrze i Chartowo, zrodził się w połowie 1955 r.

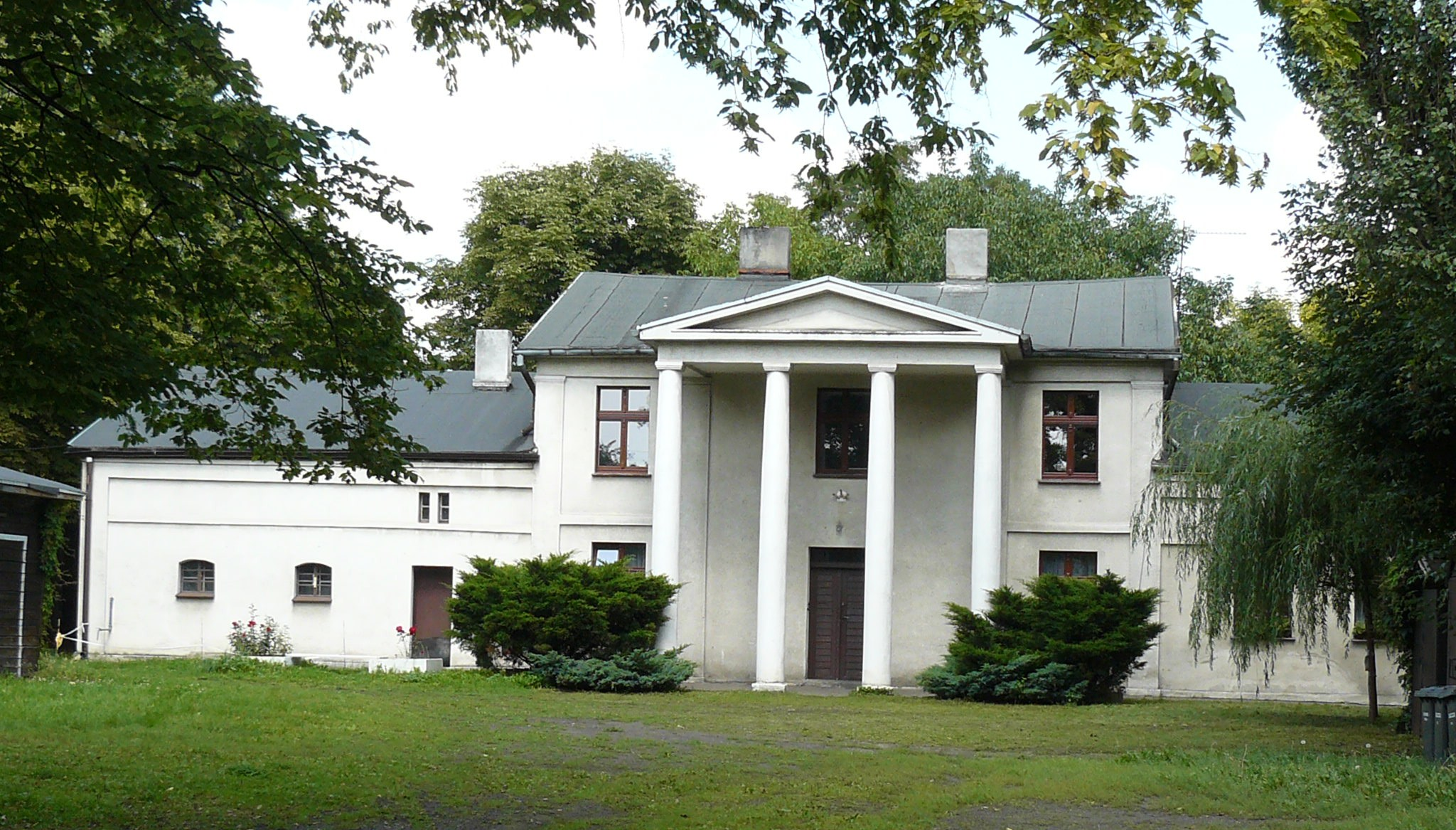
Dom Ciesielczyków (2011)
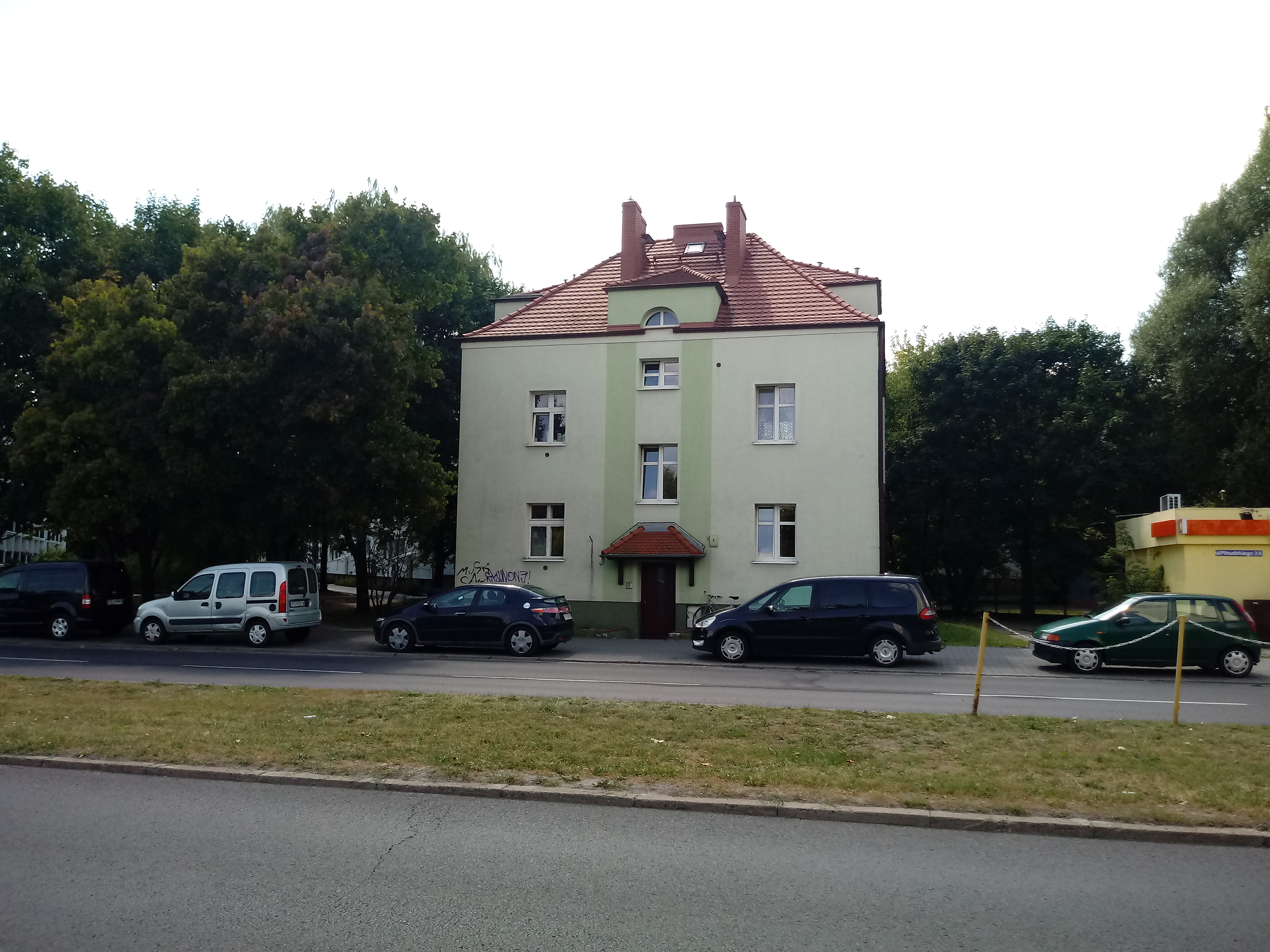
Dom bamberskiej rodziny Rothów przy ulicy Piłsudskiego 2 na wysokości osiedla Jagiellońskiego (2018)
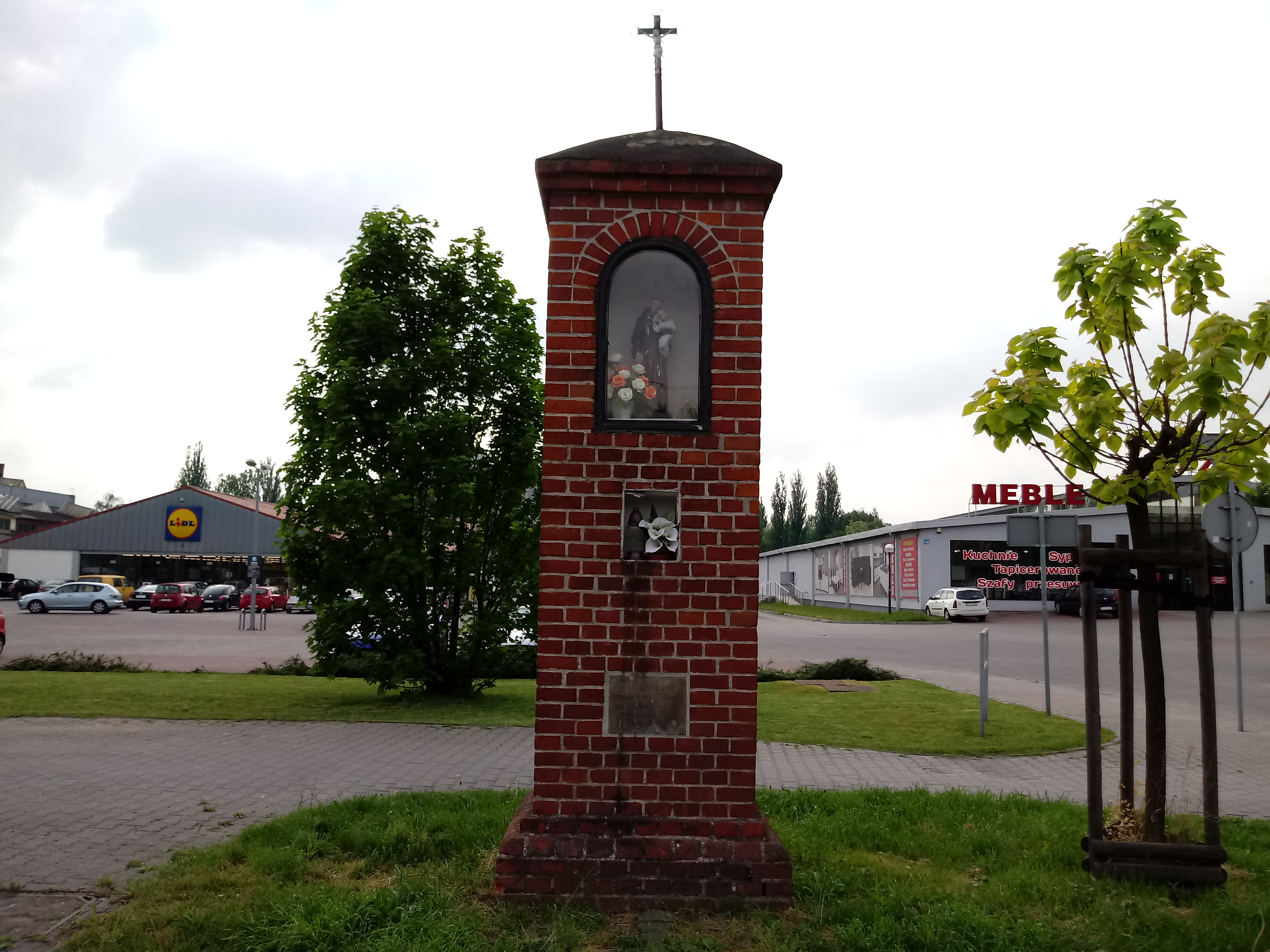
Kapliczka z figurą św. Antoniego z Dzieciątkiem Jezus na ulicy Ludwika Zamenhofa (2018)
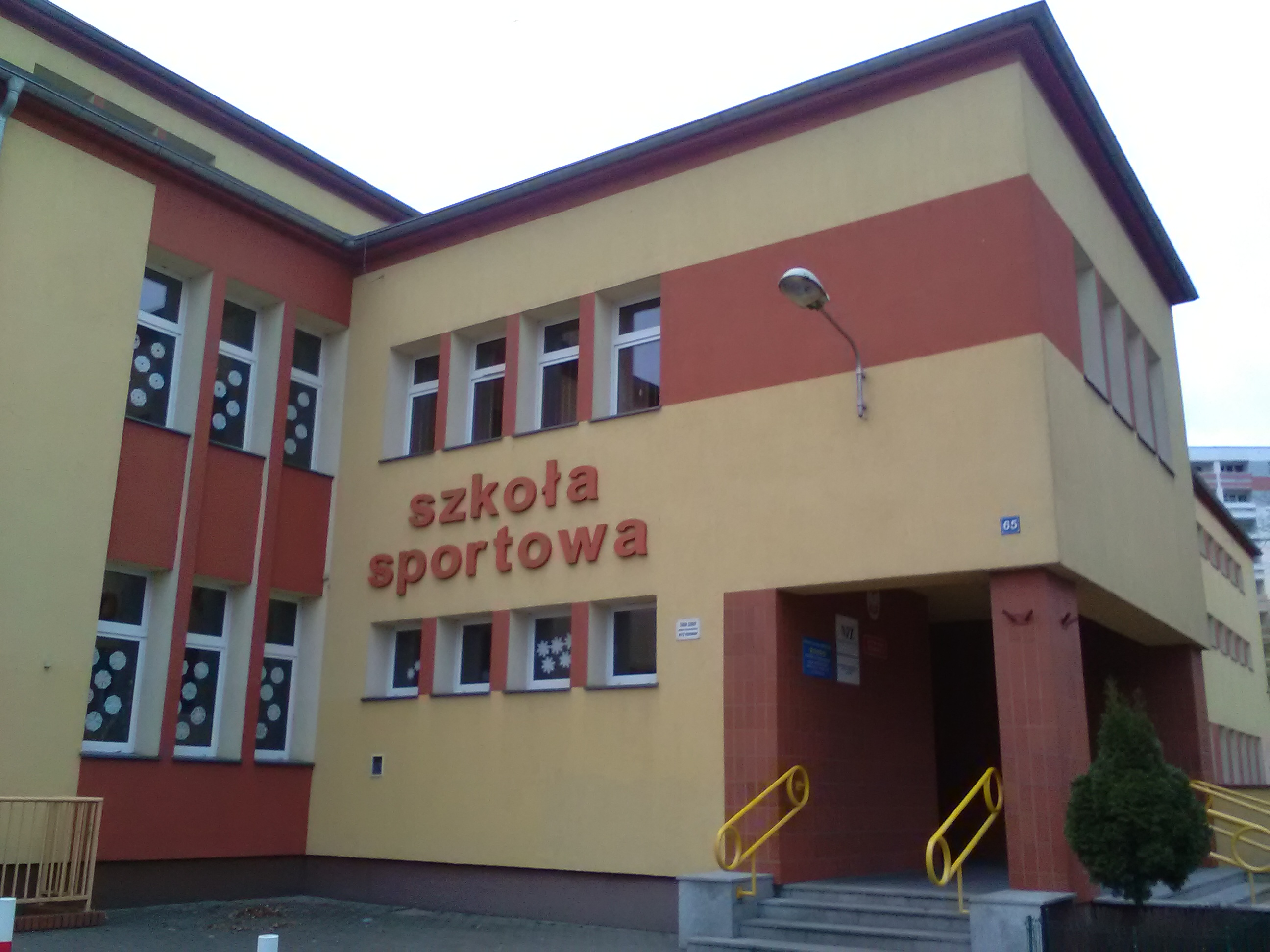
Sportowa Szkoła Podstawowa nr 14 na osiedlu Piastowskim 65 (2017)

## Historia Spółdzielni

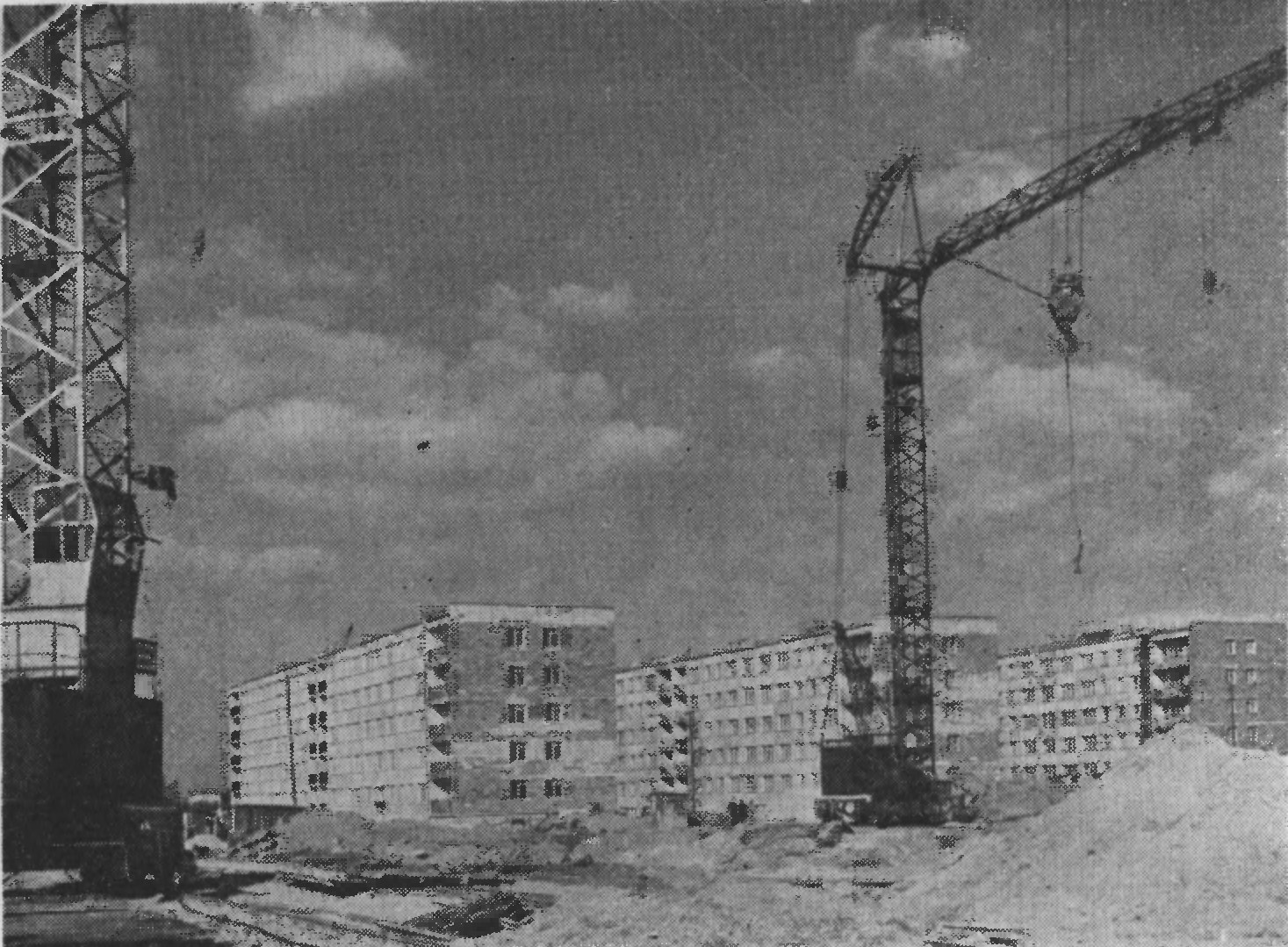
Bloki na osiedlu Piastowskim zbudowane w 1968 roku. Zdjęcie z roku 1969

Powstała ona w 1958 roku jako Młodzieżowa Spółdzielnia Mieszkaniowa. Obecną nazwę nosi od 1965 roku. W latach 1960–65 Młodzieżowa Spółdzielnia Mieszkaniowa Osiedle Młodych połączyła się z Pracowniczą Spółdzielnią Mieszkaniową „Przemysław”, Robotniczą Spółdzielnią Mieszkaniową Pomet oraz Spółdzielnią Mieszkaniową przy Zarządzie Zieleni Miejskiej.
Pierwsze inwestycje związane były z ulicą Bogusławskiego, Rutkowskiego i os. Wierzbak w dzielnicy Jeżyce. Rozbudowa powojennego Poznania w kierunku wschodnim skłoniła do zagospodarowania prawego brzegu Warty i w 1965 r. Spółdzielni powierzono budowę i eksploatację nowych osiedli mieszkaniowych na Ratajach w dzielnicy Nowe Miasto.
Pierwsze budynki oddano do użytku na os. Piastowskim w 1968 r., a rok później na os. Jagiellońskim. Największy „boom” inwestycyjny to lata 70. Wtedy to pierwsi mieszkańcy wprowadzili się do bloków na os. Rzeczypospolitej. W 1971 r. powstał pierwszy na tym terenie Dom Kultury „Na Skarpie”. W tych latach powstały również osiedla: Oświecenia, Powstań Narodowych, Bohaterów II Wojny Światowej, Armii Krajowej. W 1976 roku rozpoczęła się budowa os. Czecha Rusa i Tysiąclecia, a zakończyła się na os. Lecha. W latach 80. wysiłek inwestycyjny skupił się na górnym tarasie Rataj, tworząc os. Polan, Orła Białego i Stare Żegrze. Po roku 1989 w nowych warunkach ekonomiczno-finansowych w znaczny sposób została ograniczona budowa dalszych mieszkań. Nie oznaczało to jednak przerwania zaplanowanych inwestycji. Od 1995 powstawały nowe, ciekawsze architektonicznie budynki. Ostatnie inwestycje budowlane Spółdzielni to bloki mieszkalne oddane do użytku w 2001 roku.

## Zasoby

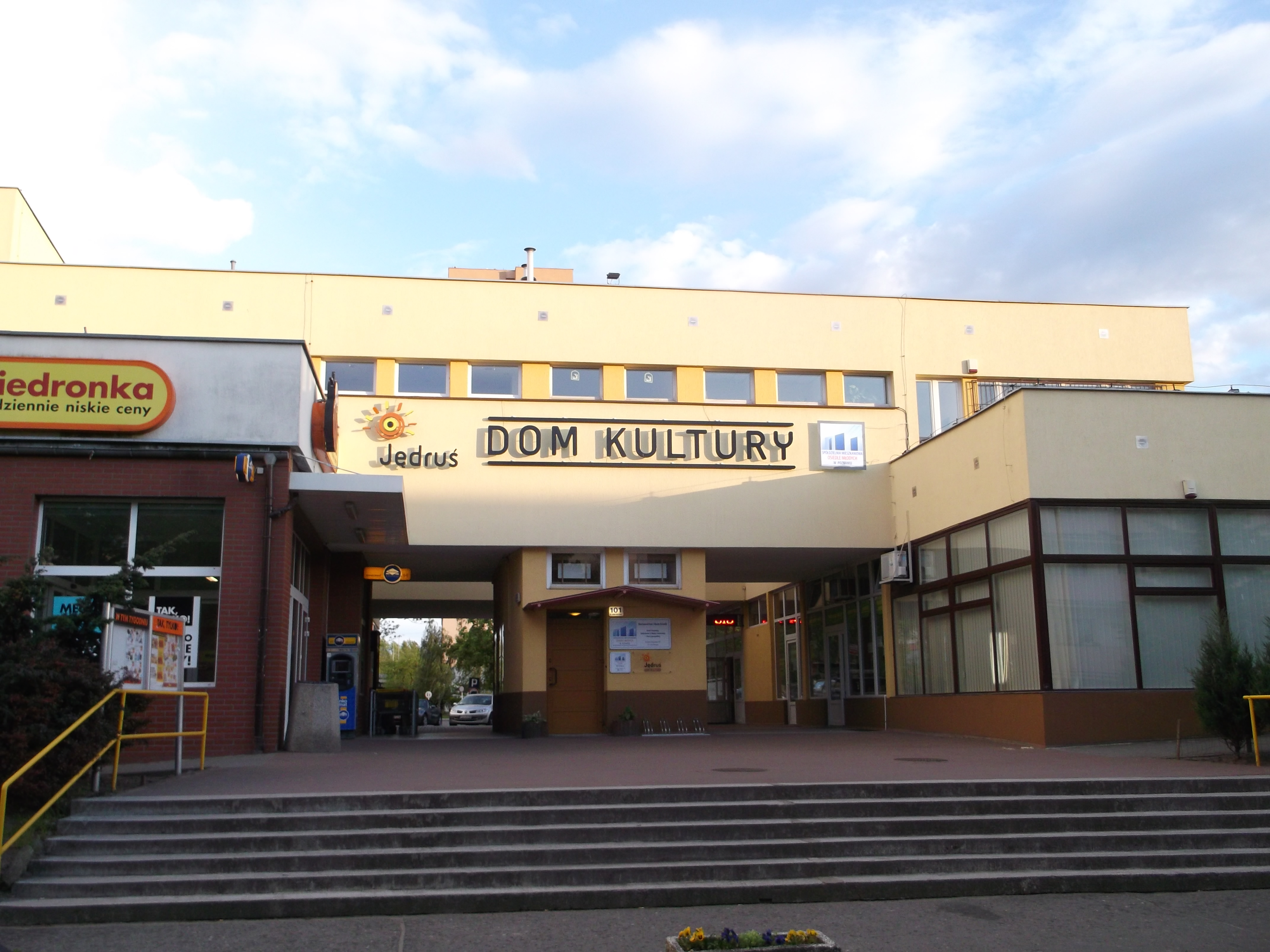
Dom kultury "Jędruś" mieszczący się w pawilonie handlowym na osiedlu Armii Krajowej (2016)

Według stanu na 31.12.2023 Spółdzielnia zarządza 286 budynkami zlokalizowanymi na piętnastu osiedlach wyodrębnionych organizacyjnie i gospodarczo. Należy do niej ponad 36 tys. członków, a w jej zasobach mieszka ponad 73 tys. osób. Do Spółdzielni należy także 7 domów kultury, dom harcerza, 19 placówek – kluby, świetlice i harcówki oraz obiekty sportowe i rekreacyjne tj.: stadion (os. Rusa), strzelnica z broni pneumatycznej (os. Powstań Narodowych), kort tenisowy (os. Armii Krajowej), boiska do piłki plażowej (os. Piastowskie, Tysiąclecia), boiska wielofunkcyjne oraz stanica „Gościraj”.

## Nagrody i wyróżnienia
- 2006 – Finalista Konkursu „Modernizacja Roku 2005” w kategorii Termorenowacja Elewacji Budynku.
- 2007 – VII miejsce w ogólnopolskim programie „Elita Zarządzania 2006” – Spółdzielczy Zarząd Roku w kategorii Spółdzielnie Mieszkaniowe.
- 2007 – Tytuł „Złotej Jubilatki“ przyznany przez Polskie Towarzystwo Mieszkaniowe za wybitne osiągnięcia w minionym półwieczu w rozwoju mieszkalnictwa, szczególnie w dziedzinach inwestycji, eksploatacji oraz samorządności i działalności społeczno-wychowawczej.
- 2007 – I miejsce w Rankingu Najlepszych Spółdzielni Mieszkaniowych województwa wielkopolskiego za rok 2007 przyznane przez „Grupę Media Partner“ (wydawca prasy wizerunkowej).
- 2008 – III miejsce w ogólnopolskim programie „Elita Zarządzania 2008” – Spółdzielczy Zarząd Roku w kategorii Spółdzielnie Mieszkaniowe.
- 2008 – wyróżnienie w konkursie Orły Polskiego Budownictwa pod patronatem Ministerstwa Infrastruktury w kategorii Zarządzanie Nieruchomościami.
- 2009 – Brązowy Orzeł w kategorii Zarządzanie Nieruchomościami w konkursie Orły Polskiego Budownictwa pod patronatem Ministerstwa Infrastruktury.
- 2010 – I miejsce w kategorii „spółdzielnie duże bez przychodu z inwestycji” w ogólnopolskim rankingu spółdzielni mieszkaniowych 2010 organizowanym przez miesięcznik „Domy Spółdzielcze”
- 2011 – laureat nagrody „Złoty Laur Spółdzielczości” przyznany przez Krajową Radę Spółdzielczą, honorowe wyróżnienie za działalność społeczno-kulturalną w ruchu spółdzielczym
- 2011 – Brązowy Orzeł w kategorii Zarządzanie Nieruchomościami w konkursie Orły Polskiego Budownictwa pod patronatem Ministerstwa Infrastruktury.
- 2012 – I miejsce w kategorii „spółdzielnie duże bez przychodu z inwestycji” w ogólnopolskim rankingu spółdzielni mieszkaniowych 2011 organizowanym przez miesięcznik „Domy Spółdzielcze”
- 2013 – I miejsce w kategorii „spółdzielnie największe bez przychodu z inwestycji” w ogólnopolskim rankingu spółdzielni mieszkaniowych 2012 organizowanym przez miesięcznik „Domy Spółdzielcze”[2]